# Xiuhcoatl

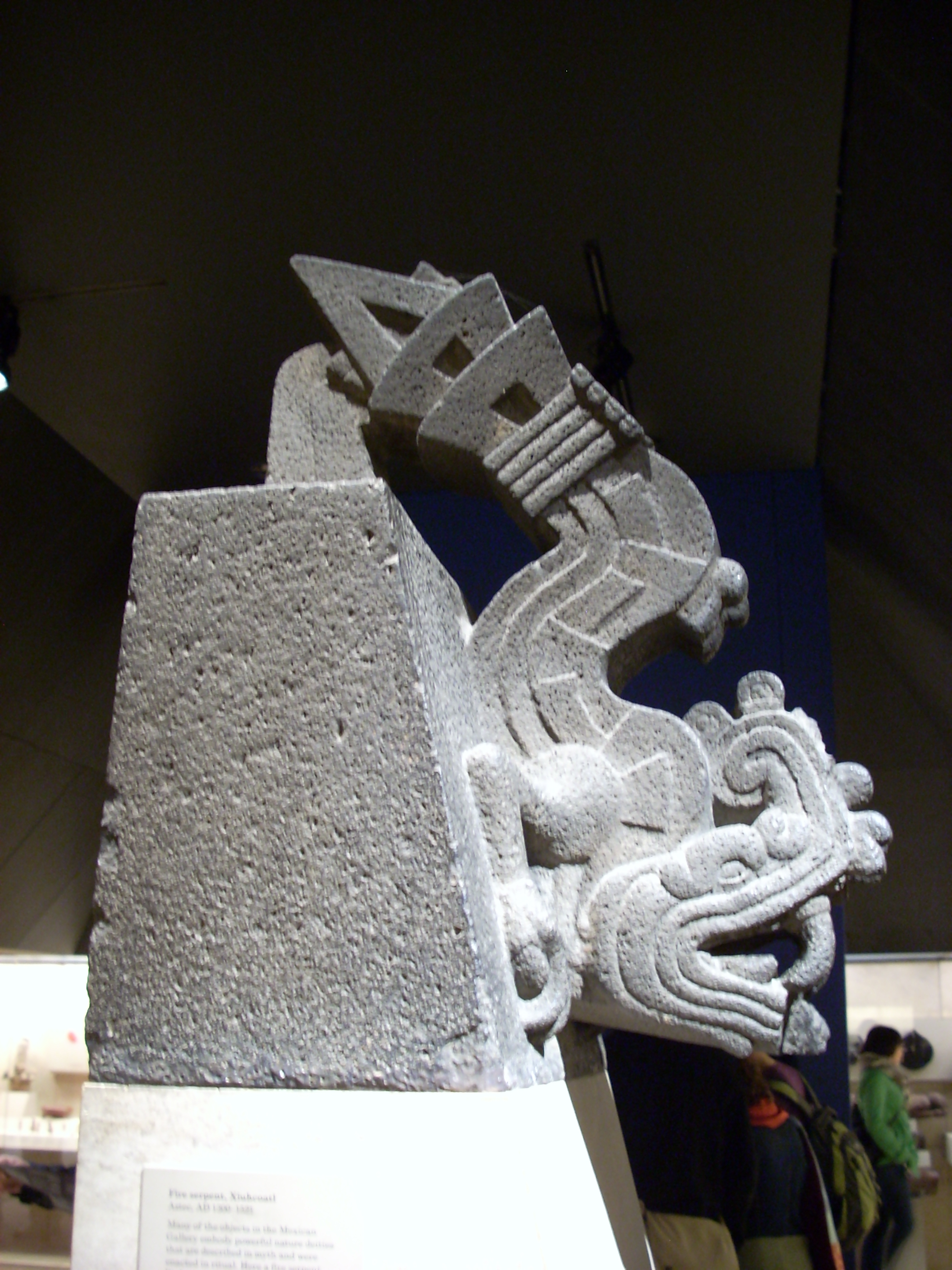
Représentation du serpent Xiuhcoatl (British Museum).

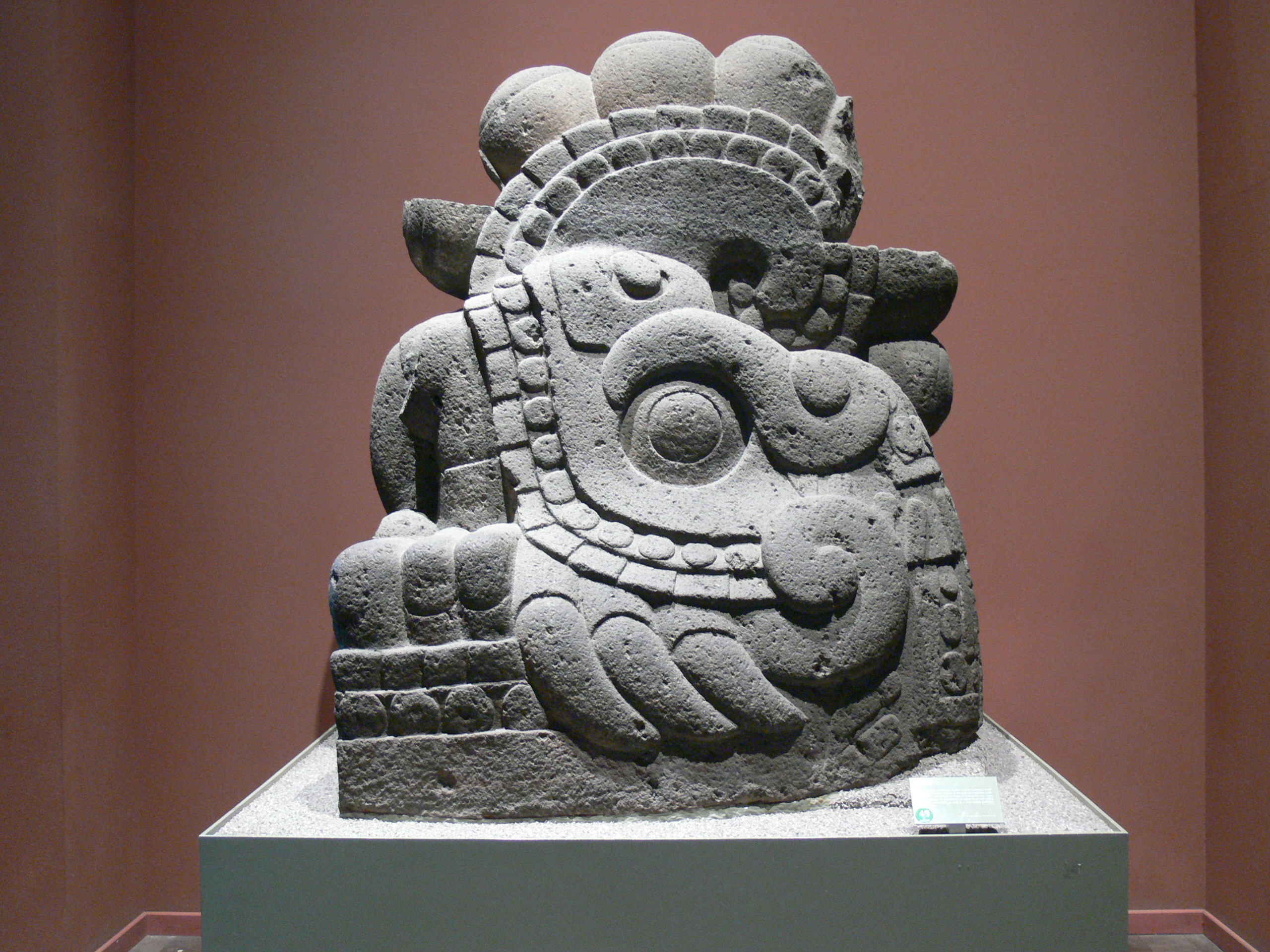
Représentation de Xiuhcoatl (Musée national d'anthropologie de Mexico).

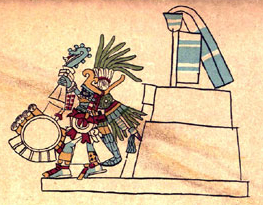
Le dieu Huitzilopochtli brandissant le xiuhcoatl (codex Borbonicus, p.34).

Xiuhcoatl (nom nahuatl signifiant littéralement « serpent de turquoise », « serpent d'herbe », « serpent bleu », « serpent de l'an », c'est-à-dire de manière figurée « serpent de feu »,) est, dans la mythologie aztèque, à la fois l'esprit du dieu Xiuhtecuhtli, une de ses incarnations, son esprit gardien ou un de ses attributs (pouvant être représenté sur son dos, ou sur celui de Tezcatlipoca) et une arme utilisée à sa naissance par le dieu Huitzilopochtli pour tuer sa sœur, la déesse Coyolxauhqui,, et ses frères, les Huitznahua.
Bernardino de Sahagún décrit l'arme de Huitzilopochtli comme suit : «Uitzilopochtli ordonna à un nommé Tochancalqui de mettre le feu à un serpent fabriqué en bois de pin appelé Xiuhcoatl. Celui-ci l'alluma et ce fut avec cela que Coyolchauhqui fut blessée et mourut, mise en pièces.». Le mythe était réactualisé chaque année lors de la fête de l'Érection des Bannières  (Panquetzalitzli en nahuatl) : un prêtre descendait les marches du temple de Huitzilopochtli en tenant en main un xiuhcoatl  en papier, auquel il mettait le feu. Il le plongeait ensuite dans un cuauhxicalli contenant des papiers sacrificiels représentant les victimes.